# Kulturalismus
Der Begriff Kulturalismus ist ein in verschiedenen Disziplinen divergent verwendeter Begriff:
- In der Philosophie werden so anthropologische Denkweisen, die das Wesen des Menschen als Kulturwesen besonders stark betonen, bezeichnet.
- In den Sozialwissenschaften wird der Begriff Kulturalismus als Bezeichnung für die Überbewertung des Kulturellen gegenüber den gesellschaftlichen Faktoren verwendet.[1]
- In der Forschung zum Neorassismus dient der Begriff als Bezeichnung sowohl für den differentialistischen als auch den kulturellen Rassismus seit den 1990er-Jahren.

## Kulturalismus in der Philosophie
In der Philosophie bezeichnet der Begriff Kulturalismus Denkrichtungen, welche die anthropologische Einordnung des Menschen als eines zielbewusst und zweckmäßig handelnden Kulturwesens betonen und Wissenschaft als eine dieser Kulturleistungen betrachten. Methodischer Kulturalismus nennt sich dabei die philosophische Reflexion, die, von dieser Einsicht ausgehend, den Zusammenhang vorgängiger Kulturleistungen als Grundlage wissenschaftlicher Forschung und Theoriebildung methodisch und systematisch berücksichtigt.
Die kulturalistische Position geht auf die Zeit der Aufklärung zurück, in der sich die ungeahnten Möglichkeiten menschlichen Handelns immer deutlicher offenbarten. Demnach ist der Mensch im Gegensatz zu den anderen Lebewesen ein Kulturwesen. Nach dieser Vorstellung entfernt er sich immer weiter von einem natürlichen Urzustand, der räumlich und zeitlich nicht mehr wiederherstellbar ist. Rousseau nennt diesen Vorgang Entfremdung. Natur ist in diesem Sinne nur das Material zur Gestaltung, das überformt, ersetzt und verdrängt wird.
Den Gegenpol zum Kulturalismus bildet der Naturalismus, nach dem sinnvolle und zweckmäßige selbstbestimmte und selbstgestaltete Kulturleistungen als Naturerscheinungen wie andere betrachtet werden, mit der Folge, sie undifferenziert naturgesetzlich erklären zu müssen und damit nicht mehr methodisch diskutieren und kritisieren zu können.

Peter Janich definiert deswegen den philosophischen Kulturalismus folgendermaßen: 

„Kulturalismus bezeichnet in allgemeinster Form eine philosophisch-kritische Bezugnahme auf die Kultürlichkeit des Verhältnisses von Mensch und Welt und mit besonderem Gewicht eine gegen jede Form des Naturalismus gerichtete Betonung, daß alle menschlichen Hervorbringungen im Alltag, in den Wissenschaften und nicht zuletzt in der Philosophie selbst Kulturleistungen sind.“

Die methodisch-konstruktivistische Richtung der Marburger Schule von Peter Janich, Dirk Hartmann und anderen wird zur programmatischen Abgrenzung von naturalistischen Ansätzen ausdrücklich als Methodischer Kulturalismus bezeichnet. Ausgang und methodischer Anfang des Philosophierens ist hier die selbstgestaltete Lebenswelt, deren Produkte (Artefakte, materielle Kultur) und kulturspezifischen Praxen beispielsweise in der Wissenschaft in Hinblick auf ihre Zwecksetzungen und die Rationalität der Wahl von Mitteln handlungstheoretisch reflektiert werden. Der Kulturbegriff des Methodischen Kulturalismus ist stärker ein technischer als ein semiotischer.

## Kulturalismus in den Sozialwissenschaften
Kulturalismus ist in den Sozialwissenschaften ein Terminus, der kritisch Forschungen und Ideologeme der Kulturanthropologie bezeichnet, die eine Grundpersönlichkeit annehmen. Auch die Betonung des „Kulturellen“ vor dem „Sozialen“ wird mit „Kulturalismus“ bezeichnet.
Der starken Betonung kultureller Faktoren – auch in der Manifestation semiotischer Zeichen (culture as a system of symbols and meanings) –, wie sie von Clifford Geertz und David Schneider verfolgt wurde, stehen seit Mitte der 1980er Jahre Tendenzen gegenüber, welche kulturelle Faktoren verstärkt als gesellschaftlich bedingte „kulturelle Werkzeuge“ (culture as tool kit) untersuchen. William H. Sewell beschreibt diese Verlagerung des Forschungsschwerpunktes folgendermaßen: 

“What all of these approaches had in common was an insistence on the systematic nature of cultural meaning and the autonomy of symbol systems – their distinctness from and irreducibility to other features of social life. They all abstracted a realm of pure signification out from the complex messiness of social life and specified its internal coherence and deep logic. Their practice of cultural analysis consequently tended to be more or less synchronic and formalist.”

### Kulturalismus in der Ethnologie
Der Begriff Kulturalismus wird auch in frühen Arbeiten aus dem Umkreis der englischsprachigen cultural anthropology und der cultural studies von Stuart Hall verwendet. Er meint in diesem Zusammenhang die zu starke Betonung des Kulturellen gegenüber dem Sozialen, Ökonomischen oder Geschichtlichen.
Stuart Hall stellt Cultural Materialism (Kulturalismus) und Strukturalismus einander gegenüber. Der Kulturalismus erforscht Kulturen als Lebensweisen und bevorzuge die sozialgeschichtliche Rekonstruktion von Kulturen. Er versucht, den Hyper-Strukturalismus früherer Theorien zu korrigieren, indem er das kollektive wie das individuelle Subjekt wieder ins Zentrum der Betrachtung rückt.

### Kulturalismus als Instrument der Entpolitisierung
Timothy Gibson und Bernd Belina kritisieren den Kulturalismus am Beispiel der US-amerikanischen Debatte über die Unterschichten (underclass) und deren Wohnsituation. Sie konstatieren, dass kulturalistische Erklärungen ihre Gegenstände entpolitisieren; diese seien immer nur „unterschiedlich“, aber nie politisch. Zudem seien kulturalistische Erklärungen tautologisch, weil sie das Verharren in bestimmten Milieus (z. B. in Slums) durch die Sozialisation in diesen Milieus erklären. Die Rede von einer Ghetto-Kultur verschleiere nach Belina, dass „es sich bei dem, was Ghettobewohner tun, um bewusste und zielgerichtete soziale Praxen handelt, wenn auch offenbar ‚nicht unter selbstgewählten, sondern unter unmittelbar vorgefundenen, gegebenen und überlieferten Umständen‘ (Marx)“. Kritiker argumentieren, dass die postmoderne Linke sich zu einer rein kulturalistischen Linken entwickelt habe, die nicht mehr für die Veränderungen eines Wirtschaftssystems und die Aufhebung der damit verbundenen Unterprivilegierungen oder gar der Klassenherrschaft insgesamt kämpfe, sondern für einen urbanen liberal-hedonistischen Lifestyle. Die vom Kulturalismus beeinflusste Linke ignoriere ihren „geschichtsphilosophischen Auftrag“; sie sei heute durch „Toleranzfetischismus“, „überschießenden Moralismus“ und „Übertreibung der postmodernen Identitätspolitik“ gekennzeichnet.

### „Linker“ und „rechter“ Kulturalismus
Einige Autoren postulieren, dass sich die kulturalistischen Konzepte der Rechten und Linken in ihren politischen Implikationen ähnlich sind, obwohl sie sich als Bewegungen heftig bekämpfen: Während die Linke etwa den Islamismus als totalitäre Ideologie kritisiere, greife die Rechte den Islam aus der Perspektive einer christlichen Wertorientierung oder als „kulturfremd“ an. Der Autor Jens-Martin Eriksen und der Philosoph Frederik Stjernfeld zeigen am Beispiel Dänemarks, wie sowohl der Nationalismus als auch der radikale Multikulturalismus Ausdrucksformen einer kulturalistischen „Trennungspolitik“ sind (so ihr Buchtitel). Die Linke sei nicht mehr in der Lage, sich offensiv mit den Positionen kulturalistischer Parteien wie der Dänischen Volkspartei auseinanderzusetzen, weil es ihnen an Sozialutopien mangele und sie letztlich die gleiche Auffassung von Kultur vertrete wie ihre spiegelbildlichen Gegner. Die kulturalistische Linke teile zwar nicht die Vorstellung, dass Individuen von ihrer Kultur völlig determiniert sind und sich nur innerhalb dieser verwirklichen können; sie bestehe vielmehr darauf, dass Menschen ihre Kultur und Religion frei wählen können; doch seien diese Kulturen für die Linke unverletzlich und auch durch Mehrheitsrechte oder -entscheidungen nicht einzuschränken.
Ähnliche Positionen vertritt der britische Philosoph Brian Barry: Der Kulturalismus führe zu einer Politik des „Teilens und Herrschens“. Wenn unterprivilegierte Gruppen dazu gebracht werden, sich vermehrt, um ihre Kultur und Identität zu sorgen, werden sie sich zuverlässig aufsplittern. Hierin liegt nach Eriksen und Stjernfeld auch eine strukturelle Ursache für die tiefgehende Krise der sozialdemokratischen und sozialistischen Parteien Europas, deren Kernwähler sich immer mehr nach ihren kulturellen Bindungen und nicht nach gemeinsamen Interessen gruppieren. So positioniere sich die Sozialdemokratie als „Verteidigerin des industriell-standardisierten Lebensstils“, als Vertreterin einer „Kultur des Durchschnitts“, die in einer „Gesellschaft der Singularitäten“ (Andreas Reckwitz) fast überall in Europa ihre Resonanz als „identitätspolitische Schutzmacht“ der kleinen Leute verliere.
Nancy Fraser sieht die Ursachen dieser Entwicklung darin, dass sich die Linke mit dem Erstarken von Globalisierung und Neoliberalismus ein neues Betätigungsfeld gesucht habe. Weil ihnen die Mittel aus der Hand genommen wurden, die soziale Frage machtpolitisch zu stellen, verlegten sie sich auf das Feld der symbolischen Anerkennung: Niemand dürfe als „Konsument“ diskriminiert werden. Damit schlossen sie unwillentlich ein Bündnis, das Nancy Fraser „progressiven Neoliberalismus“ nennt. Ähnlich argumentierte Simon Schleusener, der bezüglich des US-Wahlkampfes 2016, dass innerhalb des heutigen linken Mainstreams Themen der symbolischen Anerkennung basierend auf Anti-Rassismus, Anti-Sexismus und Anti-Homophobie dominierten. Er nennt diesen neuen linken Mainstream cultural left („kulturalistische Linke“). Diese „kulturalistische Linke“ habe sich jedoch von der einfachen Bevölkerung, der Mittelklasse und Arbeiterklasse thematisch entfernt und würde die Klassenpolitik vernachlässigen. Dies habe mit zum Aufstieg rechtspopulistischer Bewegungen beigetragen, welche die durch die „kulturalistische Linke“ vernachlässigte einfache Bevölkerung abgeholt habe.

### Kulturalismus als Neorassismus
Konzepte, die Kultur nicht als historisch konstruiert und nicht als veränderbar betrachten, und in denen Vorstellungen von Kultur „in einem solchen Maße verdinglicht und essentialisiert werden“, dass Kultur „zum funktionalen Äquivalent des Rassenbegriffs wird“, werden von einigen Forschern als „Kulturalismus“ oder „kultureller Rassismus“ bezeichnet: John Solomos und Les Back vertreten beispielsweise die Auffassung, dass Rasse heute „als Kultur kodiert“ werde und dass „das zentrale Merkmal dieser Prozesse darin besteht, dass die Eigenschaften von sozialen Gruppen fixiert, naturalisiert und in einen pseudobiologisch definierten Kulturalismus eingebettet werden.“
Das Wort Rasse werde hier, da heutzutage meist negativ konnotiert, häufig durch Kultur (auch Ethnie, Volk, Nation oder andere Begriffe) ersetzt. Da allerdings der Begriff Rasse in diesen Argumentationen in der Regel nicht vorkommt, wird der Kulturalismus vielfach als ein „Rassismus ohne Rassen“ bezeichnet, der den Begriff Rasse „aufgibt, ohne dass in ihm die Abwertung und Ausgrenzung des ›Anderen‹ an Schärfe“ verloren gingen.
Als Merkmale kulturalistischer Konzepte werden insbesondere folgende Eigenschaften beschrieben:
- Ethnische Formulierung: Kultur wäre allein mit der (ethnischen, völkischen) Herkunft verbunden.
- Homogenität: Alle Mitglieder einer ethnischen Gruppe sollten die gleiche Kultur haben.
- Reduzierbarkeit: Die wesentlichen Eigenschaften einzelner Menschen wären auf die kulturellen Eigenschaften einer Gruppe beschränkt.
- Starrheit: Kulturen seien nicht oder nur über lange Zeiträume (im Rahmen von Generationen) veränderbar.

Solchen Konzepten zufolge wird „Kultur“ als eine unüberwindliche Schranke betrachtet, die politisch nicht zu überwinden sei. Entsprechende naturalisierende und biologisierende Argumentationen kämen sowohl im Rechtsextremismus als auch in verkürzten ethnopluralistischen Ansätzen der Neuen Rechten in der Gestalt von „Kulturalisierungen der Differenz“ (Müller) vor. Der emanzipatorische „Kultur“-Begriff des Multikulturalismus werde hier in seiner politischen Bedeutung umgedreht (bei Taguieff als „Retorsion“ bezeichnet). Dieser „kulturalistische“ (eigentlich naturalistische) „Kultur“-Begriff sei mit emanzipatorischen Vorstellungen der prinzipiellen Veränderbarkeit von Gesellschaften nicht vereinbar, die davon ausgingen, dass Menschen sich ständig mit ihrer Umgebung auseinandersetzten, so dass sie nicht passive Kulturträger sind, sondern sich aktiv Kultur aneignen und die Kulturen ihrer Umwelt auch verändern.
Gazi Çağlar geht so weit, objektiv sehr verschiedenartige Kreislaufmodelle als „kulturzyklische“ zu bündeln und in die Kulturalismus-Debatte einzubeziehen. Dazu zählt er insbesondere Samuel P. Huntingtons Clash of Civilizations. Zyklische Kreislauftheorien interpretieren nach ihm die Geschichte von Gesellschaften als „Summe der Geschichte einzelner Kulturen bzw. Zivilisationen“. Der kulturalistische Rassismus verwende Bruchstücke aus den Zyklentheorien zumal von Oswald Spengler und Arnold J. Toynbee. Auf diesen Zyklentheorien baut – nach Gazi Çağlar – das Zivilisationsparadigma auf, wie es von Samuel P. Huntington in Kampf der Kulturen ausgeführt wird: Zivilisationen sind durch ihre Kultur bestimmt, und ihr Zusammenprall ist die neue vorherrschende Konfliktform.
Ethnopolitische und geopolitische Konzepte, die auf die Vorstellung eines Kulturkampfes hinauslaufen und sich auf die Tradition des völkischen Nationalismus der Konservativen Revolution beziehen, sind bei Alain de Benoist, Armin Mohler, Karlheinz Weißmann und anderen Vordenkern der Neuen Rechten zu finden.

### Kulturalismus als gesellschaftliche Praxis
Speziell bezogen auf die Einwanderungsgesellschaft kann unter Kulturalismus ein Ensemble politischer und sozialer Praktiken verstanden werden, die von der Vorstellung geprägt sind, dass kulturelle Identitäten prinzipiell unbeweglich und kulturelle Differenzen praktisch unauflösbar seien. Arata Takeda plädiert dafür, solche Praktiken nicht pauschal mit Rassismusvorwürfen zu belegen, sondern sie in ihren Inhalten und Motivationen zu differenzieren, und unterscheidet vor allem „abwertende“, „strukturelle“ und „wohlwollende“ Formen kulturalistischer Praktiken.
- Der „abwertende“ Kulturalismus habe zum Ziel, die „Reinheit“ der als überlegen gedachten Eigenkultur zu beschützen, und weise darin eine besondere Nähe zum Rassismus auf.
- Der „strukturelle“ Kulturalismus behaupte zwar keine absolute Überlegenheit der Eigenkultur, erhebe aber für diese den Anspruch auf normative Leitfunktion innerhalb der Gesellschaft.
- Der „wohlwollende“ Kulturalismus begrüße die kulturelle Vielfalt als gesellschaftliche Bereicherung und strebe dementsprechend danach, die von der Eigenkultur unterschiedenen Fremdkulturen in ihrer „Andersheit“ zu bewahren.

Nach Takeda sind alle drei Formen des Kulturalismus für die kulturelle Selbstfindung des Individuums in einer globalisierten Welt hinderlich. So sieht er für die Zukunft der Einwanderungsgesellschaft die Aufgabe, für die unterschiedlichen Formen des Kulturalismus zu sensibilisieren und die Bereitschaft zur Kritik an kulturalistischen Praktiken zu fördern.

### Lexika
- WFH [Werner Fuchs-Heinritz]: Kulturalismus. In: Werner Fuchs-Heinritz u. a. (Hrsg.): Lexikon zur Soziologie. 3. völlig neu bearb. u. erw. Auflage. Westdt. Verlag, Opladen 1994, S. 381.

### Methodischer Kulturalismus
- Peter Janich: Konstruktivismus und Naturerkenntnis. Auf dem Weg zum Kulturalismus. Suhrkamp, Frankfurt a. M. 1996, ISBN 3-518-28844-X.
- Dirk Hartmann, Peter Janich (Hrsg.): Methodischer Kulturalismus. Zwischen Naturalismus und Postmoderne. Suhrkamp, Frankfurt a. M. 1996, ISBN 3-518-28872-5.

### Zum Kulturalismus als Neorassismus
- Martin Barker: The New Racism. Conservatives and the Ideology of the Tribe. Frederick (Maryland) 1982.
- Benjamin Bauer: Kultur und Rasse. Determinismus und Kollektivismus als Elemente rassistischen und kulturalistischen Denkens. In: Berliner Debatte Initial, 30. Jg., Heft 1 (2019), S. 15–26.
- George M. Fredrickson: Rassismus. Ein historischer Abriß. Hamburger Edition, 2004. (Einleitung)
- Institut für Wissenschaft und Kunst: Rassismus und Kulturalismus. In: Mitteilungen des IWK. 1997, Nr. 3 (online) (PDF; 1,1 MB)
- Angelika Magiros: Kritik der Identität. ‚Bio-Macht‘ und ‚Dialektik der Aufklärung‘ – Werkzeuge gegen Fremdenabwehr und (Neo-)Rassismus. Münster 2004.
- Pierre-André Taguieff: Die Macht des Vorurteils. Der Rassismus und sein Double. Hamburg 1988.
- Mark Terkessidis: Kulturkampf. Volk, Nation, der Westen und die Neue Rechte. Köln 1995.
- Mark Terkessidis: Psychologie des Rassismus. Opladen/Wiesbaden 1998.

### Zum Kulturalismus als gesellschaftlicher Praxis
- Arata Takeda: Konsequenzen von Kulturalismus. Von konfrontativen zu partizipativen Ansätzen in der Vermittlung von Sprache, Kultur und Werten. In: vorgänge, Nr. 217, 56. Jg., Heft 1 (2017), S. 127–139.